# 내일 지구가 망해버렸으면 좋겠어
《내일 지구가 망해버렸으면 좋겠어》(영어: So Not Worth It)는 넷플릭스에서 2021년 6월부터 방영된 대한민국의 시트콤이다.

## 등장 인물
- 박세완 : 세완 역
- 신현승 : 제이미 휴스턴 역
- 영재 (GOT7) : 쌤 역
- 민니 ((여자)아이들)) : 민니 역
- 한현민 : 현민 역
- 테리스 브라운 : 테리스 역
- 카슨 엘렌 : 카슨 역
- 요아킴 소렌센 : 한스 역
- 양병열 : 유시진 이병 역
- 황우슬혜 : 도 여 역 (특별출연)

## 예고편
| 연도 | 제목                                              | 제공            |
| ---- | ------------------------------------------------- | --------------- |
| 2021 | 〈내일 지구가 망해버렸으면 좋겠어〉 - 공식 예고편 | 넷플릭스 코리아 |
| 2021 | 〈내일 지구가 망해버렸으면 좋겠어〉 - 캐릭터 영상 | 넷플릭스 코리아 |
| 2021 | 〈내일 지구가 망해버렸으면 좋겠어〉 - 제작기 영상 | 넷플릭스 코리아 |